# شيغينوبو أوكوما
شيغينوبو أوكوما (باليابانية: 大隈 重信 أوكوما شيغينوبو) (11 مارس 1838 - 10 يناير 1922) كان رجل دولة ياباني شغل منصب رئيس الوزراء الياباني مرتين، كما أسس جامعة واسيدا.

## روابط خارجية
- شيغينوبو أوكوما على موقع الموسوعة البريطانية (الإنجليزية)